# Zemljopis Nepala
Nepal je kontinentalna država na Himalaji, u sendviču između Indije i Kine (Tibet). Zemljopisno pripada Indijskom potkontinentu. Dužina granice s Kinom je 1236 kilometara, a s Indijom 1690 kilometara.
Nepal ima površinu od 147,181 km². Teritorij je izduženog pravokutnog oblika, širok od 145 do 241 kilometra i dugačak oko 800 kilometara.
Najduža rijeka je Gagara (ili Karnali) duga 1080 kilometara (dio toka kroz Nepal dug je 507 kilometara).

## Klimatsko-geografske regije
Od juga do sjevera:
- Terai je aluvijalna ravnica koja se proteže prema sjeveru Indije.
- Sivalik je područje planina prekrivenih prašumama.
- Mala Himalaja (Mahabharat Lek) planinski je lanac čiji vrhovi dosežu 3000 metara.
- Nepalska visoravan zona je široka 100 kilometara. To je najnaseljenije područje Nepala.
- Himalajski planinski lanac ima 9 vrhova viših od 8000 metara, među kojima je 8848 metara visoki Mount Everest na granici s Kinom. To je najviša točka na Zemlji. Osim njih, postoji više od 100 vrhova viših od 7000 metara. Svi oni čine divovski zid koji razdvaja Nepal i Kinu.

Dramatične razlike u nadmorskoj visini utječu na raznolikost ekosustava. Uz indijsku granicu su tropske savane, sjevernije su vazdazelene i listopadne suptropske šume u brdima, umjerene šume na obroncima Himalaje, planinski pašnjaci, te konačno stijene i led na najvećim nadmorskim visinama.
Zemljopisna širina Nepala otprilike je ista kao ona američke savezne države Floride, ali s visinama koje se kreću od manje od 100 metara do preko 8000 metara i oborinama od 160 milimetara do preko 5000 milimetara. Nepal ima osam klimatskih zona od tropske do vječnog snijega.

## Galerija
- Dolina Kali Gandaki
- Himalaja
- Satelitska snimka Nepala
- Karta pokrova Nepala pomoću satelita Landsat